# Hańcza Suwałki
Hańcza Suwałki – klub szachowy z Suwałk, założony w 1976 roku jako LZS Suwałki, od 1981 roku funkcjonujący pod obecną nazwą.

## Historia
Klub powstał we wrześniu 1976 roku jako LZS POM Suwałki z inicjatywy współzałożycieli Okręgowego Związku Szachowego w Suwałkach – Mikołaja Bura i Arkadiusza Ciruka. Do 1981 roku LZS koncentrował się na działalności amatorskiej. W 1981 roku nastąpiło połączenie LZS i WZKR, tworząc LKS „Hańcza”. Prezesem klubu został Marek Maj. W 1983 roku Hańcza awansowała do II ligi po wygraniu eliminacji z Warmią Olsztyn. W 1989 roku klub awansował do I ligi, a dwa lata później szachiści Hańczy zajęli trzecie miejsce w mistrzostwach Polski. W 1993 roku nastąpiło usamodzielnienie się klubu, występującego od tamtej pory jako Klub Szachowy „Hańcza”. W 1996 roku Hańcza zdobyła wicemistrzostwo kraju. Klub występował w mistrzostwach Polski do 2008 roku, po czym nastąpiło rozwiązanie drużyny seniorów.

## Nazwy
- 1976–1977: LZS POM Suwałki
- 1977–1979: LZS WSBW Suwałki
- 1979–1981: LZS SKSM Suwałki
- 1981–1990: LKS Hańcza Suwałki
- 1991–1993: MLKS Hańcza Suwałki
- 1993–1994: KSz Hańcza Suwałki
- 1994–1998: KSz Pribo-Hańcza Suwałki
- 1998–2000: KSz Sido Café-Hańcza Suwałki
- 2000–2002: KSz Juvena Suwałki Hańcza Suwałki
- 2002–2006: KSz Juvena Hańcza Suwałki
- 2006–2015: KSz Javena Hańcza Suwałki
- od 2015: KSz Hańcza Suwałki

## Prezesi
- 1976–1981: Mikołaj Bura
- 1981–1990: Marek Maj
- 1991–1993: Władysław Renowicki
- 1993–2002: Krzysztof Bargłowski
- 2002–2012: Irena Warakomska
- od 2012: Beata Choińska

## Statystyki
| Rok  | Liga       | Miejsce          | Wynik | Zawodnicy |
| ---- | ---------- | ---------------- | ----- | --- |
| 1983 | II liga    | Gołuń            | 7     | A. Szypulski, L. Ostrowski, M. Spiridoński, D. Krzywicki, S. Daciuk, A. Ciruk, K. Gościewska                       |
| 1984 | II liga    | Augustów         | 3     | L. Ostrowski, A. Szypulski, M. Spiridoński, D. Krzywicki, M. Morchat, A. Ciruk, B. Krysztopa                       |
| 1985 | II liga    | Giżycko          | 8     | L. Ostrowski, M. Spiridoński, D. Krzywicki, M. Morchat, R. Banach, B. Krysztopa                                    |
| 1986 | II liga    | Gołdap           | 3     | L. Ostrowski, M. Spiridoński, D. Klimaszewski, M. Morchat, S. Daciuk, K. Klimaszewska                              |
| 1987 | II liga    | Rowy             | 4     | L. Ostrowski, D. Drzemicki, M. Spiridoński, D. Klimaszewski, M. Morchat, K. Klimaszewska                           |
| 1988 | II liga    | Wigry            | 8     | L. Ostrowski, D. Drzemicki, D. Klimaszewski, M. Morchat, J. Ciruk, B. Krysztopa, S. Daciuk, K. Dulko, I. Radzewicz |
| 1989 | II liga    | Ustronie Morskie | 3     | A. Kveinys, L. Ostrowski, D. Drzemicki, D. Klimaszewski, M. Morchat, L. Domarkaitė, B. Krysztopa                   |
| 1990 | I liga     | Bydgoszcz        | 14    | A. Kveinys, L. Ostrowski, D. Drzemicki, D. Klimaszewski, M. Morchat, L. Domarkaitė                                 |
| 1991 | I liga     | Mikołajki        | 3     | A. Kveinys, L. Ostrowski, D. Drzemicki, D. Klimaszewski, M. Morchat, L. Domarkaitė                                 |
| 1992 | I liga     | Rewal            | 7     | A. Kveinys, L. Ostrowski, D. Drzemicki, D. Klimaszewski, S. Skindzier, L. Domarkaitė                               |
| 1994 | II liga    | Słupsk           | 2     | A. Kveinys, L. Ostrowski, D. Klimaszewski, M. Morchat, J. Ciruk, L. Domarkaitė, R. Gąsiorowski                     |
| 1995 | I liga     | Lubniewice       | 7     | A. Kveinys, A. Szypulski, L. Ostrowski, M. Morchat, D. Klimaszewski, J. Krynicka, J. Ciruk, R. Gąsiorowski         |
| 1996 | I liga     | Augustów         | 2     | A. Kveinys, L. Ostrowski, A. Szypulski, P. Bobras, J. Ciruk, J. Krynicka, R. Gąsiorowski                           |
| 1997 | I liga     | Krynica          | 11    | A. Kveinys, L. Ostrowski, P. Bobras, D. Klimaszewski, J. Ciruk, M. Bobrowska, R. Gąsiorowski                       |
| 1998 | II liga    | Rowy             | 2     | A. Kveinys, L. Ostrowski, P. Bobras, J. Ciruk, D. Klimaszewski, A. Łukasiewicz, D. Gałkiewicz, K. Anuszkiewicz     |
| 1999 | I liga     | Suwałki          | 7     | A. Kveinys, L. Ostrowski, P. Bobras, J. Ciruk, D. Klimaszewski, A. Łukasiewicz, K. Anuszkiewicz, K. Grycel         |
| 2000 | I liga     | Zakopane         | 9     | A. Kveinys, L. Ostrowski, J. Ciruk, K. Grycel, K. Anuszkiewicz, A. Łukasiewicz                                     |
| 2001 | I liga     | Głogów           | 7     | A. Kveinys, L. Ostrowski, J. Ciruk, K. Anuszkiewicz, K. Grycel, M. Szymańska, F. Bargłowski                        |
| 2002 | ekstraliga | Lubniewice       | 9     | A. Kveinys, L. Ostrowski, K. Jakubowski, K. Grycel, J. Ciruk, M. Szymańska                                         |
| 2003 | I liga     | Ustroń           | 2     | K. Jakubowski, M. Szymański, K. Grycel, T. Warakomski, M. Kwiatkowski, M. Szymańska                                |
| 2004 | ekstraliga | Dźwirzyno        | 6     | A. Kveinys, K. Jakubowski, M. Szymański, T. Warakomski, K. Grycel, M. Kozak, D. Gałkiewicz, M. Szymańska           |
| 2005 | ekstraliga | Lubniewice       | 6     | A. Kveinys, K. Jakubowski, M. Szymański, C. Spisak, K. Grycel, M. Kozak                                            |
| 2006 | ekstraliga | Ustroń           | 4     | A. Kveinys, K. Jakubowski, T. Warakomski, M. Szymański, C. Spisak, M. Szymańska, K. Grycel                         |
| 2007 | ekstraliga | Ustroń           | 6     | A. Kveinys, K. Jakubowski, T. Warakomski, M. Szymański, C. Spisak, M. Kozak                                        |
| 2008 | ekstraliga | Karpacz          | 7     | A. Kveinys, T. Warakomski, K. Jakubowski, M. Szymański, A. Warakomska, M. Kozak                                    |

## Lekkoatletyka
Niezależnie od klubu szachowego funkcjonuje klub lekkoatletyczny o nazwie LUKS Hańcza Suwałki. Jego zawodnikami byli m.in. Maria Andrejczyk, Agnieszka Borowska i Hubert Chmielak.